# PENDULUM
『PENDULUM』（ペンデュラム）は2008年3月26日に発売された石井竜也12枚目のスタジオ・アルバム。

## 解説
アルバムのテーマは『男と女』であり、男が抱え持っている心の揺れ具合を振り子に例えている。完全生産限定盤には石井竜也デザインのペンダント『WINDULUM』付。完全生産限定盤と通常盤ではジャケットが異なる。

## 収録曲
- 全作詞・作曲：石井竜也（特記以外）
- 編曲：TATOO

1. 誘惑
大人の男と女の駆け引きをひとつの美意識として表現した曲。[1]
2. I LOVE YOUR WAY
1曲目がブルンブルン揺れ動きっぱなしなの作品なので、2曲目でとりあえずガチッと揺れる思いを受け止めてあげたいと考えたとのこと[1]。
3. 旅の途中で
23rdシングル。
4. YOU FARAWAY
「男の恋の喜び」がテーマ[1]。
5. 雨上がりの二人
石井曰く、「俺からすると冗談半分みたいな作品。」[1]
6. 潮騒
石井曰く、「女性がイラつく曲」。イメージは夏のサンタフェ

。
1. DARKNESS FIELD feat.MICRO from HOME MADE 家族
（作詞：石井竜也・MICRO）
HOME MADE 家族のMICROとのコラボレーション曲。「ダークな部分」がテーマ[1]。
2. GENTLE KISS
「相手の幸せを願うキスがあってもいい」という思いから作った曲。[1]。
3. 夜明け
男と女の隙間だらけの危うい瞬間を切り取り歌った曲[1]。
4. ENDLESS
男の未練がましさを表現した曲[1]。
5. FULCRUM
（作曲：多東康孝）
Instrumental。「振り子には支点がなければおかしい」と思い、レコーディング終盤に急遽作った曲[1]。
6. ユレテ・ユルシテ
石井曰く、「思わずため息が出てきてしまいそうな、そんな情けない男の歌」[1]。
7. THE PENDULUM OF LIFE
23rdシングル2曲目のアルバムヴァージョン。
8. 裏切り
9. 愛色
市川崑監督作品『炎上』のかなりエロいシーン[2]からヒントを得て制作された曲。
本来は前作『日時計』に組み入れる予定だったが、バランス的によくないという判断によりお蔵入りになっていた[1]。
10. EARLY BRUNCH
前作『日時計』のレコーディングで訪れたロンドンに感銘を受けて制作した曲[3]。
本当はこの曲が1曲目に来る予定だったが、「後味が良いと次の曲が成り立たなくなる」という理由からこの位置になった[1]。
11. 印象派夕景
23rdシングル3曲目のアルバムヴァージョン。シングルはInstrumentalだったが、当ヴァージョンはヴォーカルが入っており、曲も長めに収録されている。